# Jean-Paul Didier
Pour les articles homonymes, voir Didier.
Jean-Paul Didier, né à Upie en 1758 dans le Dauphiné, mort le 10 juin 1816 à Grenoble, est un avocat, une personnalité politique, professeur de droit à Grenoble et enfin conspirateur.

## Biographie
Jean Paul Didier naît dans une famille de la petite bourgeoisie. Étudiant à Valence, il obtient le diplôme de docteur en droit en 1778. Il s’installe comme avocat à Grenoble et se fait connaître dans les salons pour son attachement aux idées nouvelles.

### Des États généraux de Vizille au Consulat
Désigné comme député à l'assemblée de Vizille, il y rencontre Mounier et Barnave. Il se montre hostile à la Révolution, contraire à ses idées monarchistes, propose à Louis XVI de le défendre pour son procès et s'exile en Suisse. Revenu en France après Thermidor, il s’occupe avec son cabinet d’avocats de la restitution des biens des émigrés et publie de façon anonyme L’Esprit et le vœu des Français en faveur du retour des Bourbons.
Pour obtenir les faveurs de Napoléon Bonaparte, il publie Du retour à la religion au moment de la signature du Concordat. Cet ouvrage plaît et le ministère de la Police le fait imprimer et distribuer dans toute la France.

### Du Premier Empire aux Cent-Jours
Les écoles de droit sont créées par le décret du 22 ventôse an XIII (13 mars 1805). Les élites de Grenoble se mobilisent pour obtenir que l’une d’elles soit installée à Grenoble, et Jean-Paul Didier joue un rôle essentiel dans les intrigues qui leur permettent de réussir. Il fait jouer ses relations parisiennes, notamment Cambacérès, Montalivet, Portalis et Fouché.
Il est nommé en 1806 professeur et directeur de l'école de droit de Grenoble. Il y met en place un ambitieux programme pédagogique à destination des futurs jurisconsultes, insistant sur la compréhension de l’esprit de la loi et sur la pratique. La première année de cours est ainsi consacrée au droit romain. Il crée aussi une société (association) de législation où les étudiants admis peuvent rencontrer des praticiens du droit et résoudre des cas pratiques. Il insiste aussi pendant la formation sur les devoirs moraux du jurisconsulte, assimilant ce métier à un sacerdoce.
Mais ses espoirs de promotion dans la hiérarchie sont déçus : il échoue à obtenir un poste d’inspecteur général de l’Université et celui de recteur d'académie. En 1809, il démissionne de ses postes de professeur de droit et de directeur de l’école de droit.
Il participe à l’exploitation des mines d’argent de Challanches et des fonderies d’Allemond. À partir de sa démission, il se lance dans d’ambitieux projets :
- assèchement des marais de Bourgoin ;
- tracer la route des Alpes par le col du Lautaret ;
- creuser le canal d’irrigation de Pierrelatte ;
- les mines d’anthracite de La Mure, de fer d’Articole et de plomb de La Grave[2].

Applaudissant le retour de Louis XVIII, il fait réimprimer son ouvrage pro-Bourbons de 1799 sous son nom. Il est nommé en 1814 maître des requêtes au Conseil d'État.
Lors des Cent-Jours, il fait une offre de services à Napoléon Ier. La seconde Restauration n'accepte pas de l’employer.

### Conspiration, arrestation et exécution
Déçu de ne pas voir ses mérites reconnus, il fomente alors un complot contre les Bourbons, qu’il souhaite renverser.
Il entre alors dans une conspiration tramée à Lyon contre les Bourbons en faveur de l’héritier de Napoléon Ier, son fils Napoléon, alors prince de Parme. Il tente de soulever Grenoble dans la nuit du 4 au 5 mai 1816, mais son action est repoussée et vivement poursuivie par le général Gabriel Donnadieu, au courant des plans de cette attaque.
En fait de soulèvement, Didier ne put réunir que 300 officiers demi-soldes, en disgrâce ou soldats licenciés et quelques paysans mécontents armés de bâtons et quelques fusils. La tentative de pénétrer dans la ville par la porte de Bonne fut repoussée par le général Gabriel Donnadieu, commandant de la 7e division militaire. Il disposait de la 32e légion de l’Hérault et partit à la rencontre des insurgés avec 90 soldats, dont trente grenadiers et fit cinq morts parmi les insurgés[réf. nécessaire]. Didier parvient à s’enfuir.
Les insurgés faits prisonniers sont jugés dès le 7 mai par la cour prévôtale, qui prononce trois condamnations à mort (dont une par contumace à l’encontre de Didier). Deux insurgés sont exécutés dès le 8. Elle suspend son activité quand le département est mis en état de siège, le conseil de guerre prenant le relais pour condamner les suivants. Le 9 mai, il prononce 21 sentences de peine de mort, dont 14 sont exécutées dès le lendemain. Dans les jours qui suivent, huit autres personnes âgées de 16 à 60 ans sont condamnées à mort par le conseil de guerre.
Didier se réfugia en Piémont, mais fut dénoncé et arrêté par la gendarmerie piémontaise. Livré au gouvernement français à la demande de l'ambassadeur Gabriac, il est condamné à mort par une cour prévôtale le 8 juin et exécuté sur la place Grenette le 10 juin 1816.
Au total, vingt-quatre de ses compagnons subirent le même sort sur l'esplanade de la Porte de France.

## Œuvres
Tous ses livres sont publiés avec pour nom d’auteur Paul Didier.
- Avec Barnave, Assemblée des Trois ordres de la ville de Grenoble, 1788
- Venez, famille d’Henri IV, 1800
- Du retour à la religion, 1802 pour la 2e édition
- L’Esprit et le vœu des Français en l’An VII, publié anonymement en 1799, réédité en 1814

## Descendance
- Louis Paul Antoine Juvénal Didier, préfet
- Sa fille épouse Oscar Vernet, maire de Bourdeaux (Drôme), et chef républicain de l’insurrection contre le coup d'État du 2 décembre 1851[1]

## Source
Cet article comprend des extraits du Dictionnaire Bouillet. Il est possible de supprimer cette indication, si le texte reflète le savoir actuel sur ce thème, si les sources sont citées, s'il satisfait aux exigences linguistiques actuelles et s'il ne contient pas de propos qui vont à l'encontre des règles de neutralité de Wikipédia.

### Livres et articles
- Paule Folny, « Paul Didier conspirateur (1758-1816) », Les Amis du Vieux Crest, 1994, n°26, p. 8-15
- Yves Armand, « Si on reparlait de l’affaire Didier ? [Grenoble, 1816], Pour ne pas oublier », Bulletin des amis de la vallée de Gresse et des environs, 1996, n°38, p. 27-28
- Henry Dumolard, La Terreur blanche dans l’Isère. Jean-Paul Didier et la conspiration de Grenoble, 4 mai 1816, Grenoble, Arthaud, 1928, 306 p.
- J. Lucas-Dubreton, « Une conspiration sous Louis XVIII [L’Affaire Didier] », Revue des Deux Mondes, 103e année, 1933, novembre-décembre, p. 118-152 et 399-430
- Joseph Philippe Étienne Rey, Histoire de la conspiration de Grenoble en 1816, avec un fac-similé des dernières lignes écrites par Didier au moment de sa condamnation à mort, Grenoble, J.-L. Barnel, 1847, 246 p.
- Edme-Théodore Saint-Edme, Didier. Histoire de la conspiration de 1816, documents et explications..., Paris : A. Le Gallois, 1841
- François Vermale et Yves Du Parc, Un conspirateur stendhalien : Paul Didier 1758-1816, Paris, SGAF, 1951 (réimpr. 1960), VI-324 p. (lire en ligne [PDF])